# Funta (valuta)
Srednjovjekovni engleski novčani sustav, iz kojeg je nastala britanska funta, temeljio se na novčanom sustavu franačkog cara Karla Velikog. Funta je odgovarala rimsko-karolinškoj libri (oznaka £), šiling solidusu (oznaka s), a peni denariusu (oznaka d).
Kasnije je funta raširena po britanskim kolonijama diljem Britanske imperije, te su mnoge bivše kolonije i nakon stjecanja neovisnosti prihvatile funtu kao svoju nacionalnu valutu.

## Valute u optjecaju
- britanska funta
- egipatska funta
- libanonska funta
- južnosudanska funta
- sudanska funta
- sirijska funta

## Valute britanskih posjeda
- aldernejska funta
- falklandska funta
- guernseyjska funta
- manska funta
- jerseyjska funta
- svetohelenska funta

## Neke od povijesnih valuta
- australska funta
- bahamska funta
- bermudska funta
- biafranska funta
- britanska zapadnoafrička funta
- ciparska funta
- fidžijska funta
- gambijska funta
- ganska funta
- irska funta
- južnoafrička funta
- kanadska funta
- malavijska funta
- nigerijska funta
- novozelandska funta
- palestinska funta
- samoanska funta
- škotska funta
- tongaška funta
- UAR funta
- zambijska funta